# Somatochlora brevicincta
Somatochlora brevicincta – gatunek ważki z rodziny szklarkowatych (Corduliidae). Występuje na terenie Ameryki Północnej.